# Ritratto di père Tanguy
Il Ritratto di père Tanguy è un dipinto del pittore olandese Vincent van Gogh, realizzato nel 1887 e conservato presso il musée Rodin di Parigi.

## Descrizione

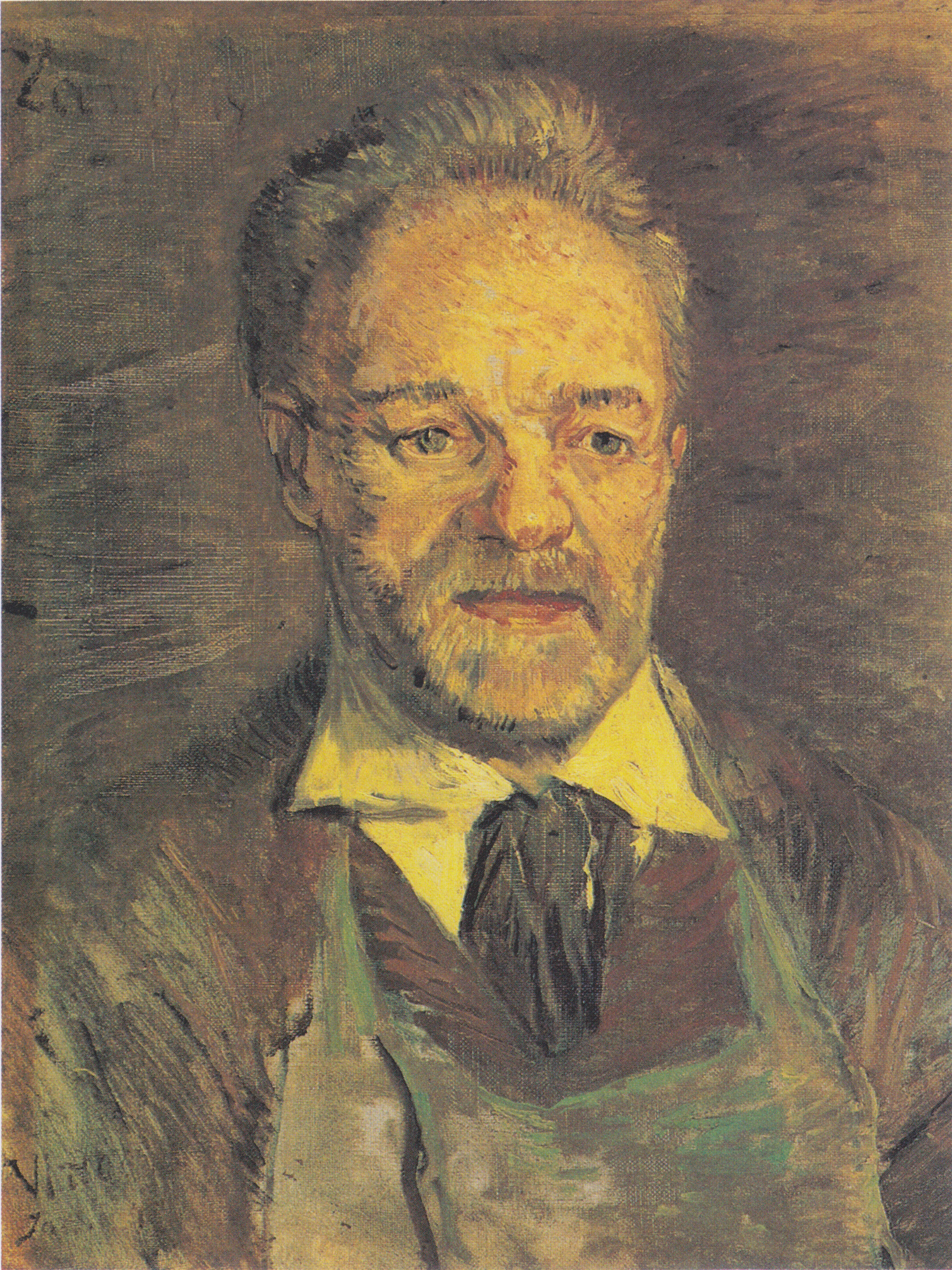
La primissima versione del ritratto di père Tanguy

La persona ritratta è Julien François Tanguy, affettuosamente soprannominato dai suoi amici père [padre] per il suo spirito caritatevole e generoso. 
Nato in Bretagna, père Tanguy nel 1870 partecipò alla breve e drammatica esperienza della Comune di Parigi e, quando tale tentativo autogovernativo venne schiacciato dall'intervento armato del presidente Thiers, fu imprigionato proprio perché comunardo. Una volta libero, père Tanguy, anziché inseguire utopistici idealismi, preferì aprire un colorificio e, nella formidabile speranza di contribuire a un mondo migliore, accettò di aiutare tutti quegli artisti squattrinati non apprezzati dall'establishment artistico. Faceva loro credito, dava loro da mangiare, vendeva i loro lavori nel proprio retrobottega e accettava persino i loro dipinti come forma di pagamento per i vari materiali per dipingere.
Intorno alla bottega di père Tanguy gravitavano artisti come Pissarro, Gauguin, Cézanne e Vincent van Gogh, il quale si strinse in affettuosa amicizia con quel vecchio sognatore. A Julien Tanguy van Gogh dedicò ben tre dipinti: se il primo è molto convenzionale ed è ancora immerso nei toni terrosi del periodo di Nuenen, gli altri due sono molto più vivaci dal punto di vista cromatico e seguono un'impostazione sostanzialmente simile tra di loro. La seconda versione, oggi appartenente alla collezione Stavros di Parigi, è più famosa rispetto alla prima e perciò di essa tratteremo. In primo piano troviamo raffigurato proprio père Tanguy: le sue mani, grandi, rozze e vitali, sono giunte in grembo, mentre l'espressione fissa, contemplativa, rivela attraverso quegli occhi acquosi, paterni e senescenti la «iconica tranquillità di uno Buddha» (Naomi Maurer). Julien è seduto, indossa una giacca a doppio petto e sul capo presenta un cappello da contadino giallo.
Van Gogh si accosta a questa figura benevola e protettrice in maniera quasi commovente. Il suo stile non è ancora giunto pienamente a maturazione, ma già in questo ritratto egli rinuncia ai rapidi tocchi virgolettati impressionisti in favore di una pennellata più corposa, densa, perfettamente in grado di veicolare in maniera energica e penetrante l'emotività e la psicologia del ritrattato. Al di là della figura centrale di Tanguy, «vero monumento a un essere umano con tutte le caratteristiche di una presenza iconica» (Metzger), particolarmente interessante è lo sfondo, composto da un tripudio di stampe giapponesi, a testimoniare il viscerale interesse che alla fine del XIX secolo era suscitato dall'arte del Sol Levante. Nel segno di un'unità sincretica tra arte orientale e occidentale, infatti, il fondale decorativo alle spalle di père Tanguy è foderato di diversi ukiyo-e raffiguranti attori, cortigiane e, ovviamente, la montagna sacra del Fujiyama.